# Pachyneuron bonum
Pachyneuron bonum is een vliesvleugelig insect uit de familie Pteromalidae. De wetenschappelijke naam is voor het eerst geldig gepubliceerd in 1991 door Xu & Li.